# Agropil
Agropil (también conocido como Laguna Agropil) es una localidad paraguaya del departamento de Boquerón, ubicada en el kilómetro 541 de la ruta PY12, a unos 599 km de Asunción.
En la actualidad la localidad cuenta con una población de unos 130 habitantes aproximadamente, encontrándose la mayoría de ellos dispersos por la extensa área rural de la zona.
Forma parte y depende administrativamente del municipio de Boquerón (Ex Neuland), ubicado a unos 193 kilómetros de distancia.

## Toponimia
Recibe su nombre en honor al establecimiento ganadero Agropil S.A. que fue el primero en establecerse en la zona, aunque actualmente dicha empresa ya no existe, la gente sigue llamando a la zona con ese nombre.
Algunos también lo llaman como Laguna Agropil, en referencia a la laguna que se forma en esas tierras por las aguas del río Pilcomayo, formando una especie de pantano en gran parte del año. También hace referencia a las características lagunas artificiales (tajamares o reservorios de agua, también llamados tanques australianos) con forma redonda que poseen los productores de la zona para almacenar agua.

## Historia
Desde 1992 hasta 2021 la localidad de Agropil formó parte del distrito de Mariscal Estigarribia. 
Luego, desde el 13 de enero de 2021, paso a formar parte del municipio de Boquerón (Ex Neuland).
El 24 de agosto de 2021, Agropil fue nombrado por varias entidades como el primer Paisaje Productivo Protegido del Paraguay, una especie de reserva natural que integra la actividad económica ganadera con la protección del medio ambiente.

## Geografía
Agropil se ubica en el desvío del kilómetro 541 a 21 km de la ruta PY12, cercano a unos 6 km al norte de la Cañada La Madrid, el canal artificial paraguayo por donde pasan las aguas del Río Pilcomayo. Al noroeste limita con la Comunidad Indígena Mistolar, al norte y noreste con Campo Ampú y Fortín Capitán Joel Estigarribia, al este y sureste con Fortín Ayala Velázquez. Y al sur, suroeste y oeste con la Provincia de Formosa, Argentina, respectivamente.
| Noroeste: Comunidad Indígena Mistolar | Norte: Campo Ampú Fortín Capitán Joel Estigarribia | Nordeste: Campo Ampú Fortín Capitán Joel Estigarribia |
| Oeste: Provincia de Formosa           |                                                    | Este: Fortín Ayala Velázquez                          |
| Suroeste: Provincia de Formosa        | Sur: Provincia de Formosa                          | Sureste: Fortín Ayala Velázquez                       |

## Clima
Según la clasificación Köppen Agropil tiene un clima semiárido cálido, el cual es uno de los más extremos y hostiles del territorio paraguayo, conocido por sus temperaturas altas, llegando a los 46 °C a la sombra en verano y a los −7 °C en invierno. El verano es húmedo y con pocas lluvias, mientras que el invierno es totalmente seco, por lo que es frecuente que se den fuertes sequías en la zona.

## Infraestructura
La infraestructura de la zona actualmente es precaria, pero se espera que en los próximos años con las inversiones del  gobierno paraguayo la situación mejore en gran medida, ya que es una zona muy productiva para la ganadería.